# Diamonds
Diamonds (укр. Діаманти) — пісня барбадоської співачки Ріанни з її сьомого альбому Unapologetic. Пісня була випущена лід-синглом альбому 27 вересня 2012 року, а 8 листопада було викладено відео на YouTube.

## Відеокліп
Знімання відеокліпу на пісню Diamonds почали 21 жовтня 2012 року. Режисером кліпу виступив Ентоні Мендлер, який вже є режисером багатьох кліпів співачки, серед яких Unfaithful, Don't Stop the Music, Disturbia, Te Amo, Only Girl (In the World).
У кліпі показано абсолютно різні сюжети з Ріанною. Спочатку Ріанна лежить в кришталевій воді, далі показано діаманти у вигляді наркотиків, які Ріанна курить в косяку. Пізніше вона лежить на ліжку в кімнаті, де все навколо б'ється, падає і палає у зворотному зніманні. Потім Ріанна втікає по шосе від переслідуваної машини, але зупиняється і піднімає очі в небо, розглядаючи полярне сяйво. Протягом відео рука Ріанни переплітається з рукою чоловіка, покритою татуюваннями, чиє обличчя не показано в кліпі. Далі Ріанна стоїть у пустелі з дикими мустангами. Пізніше з'являються сцени, де вона присутня на вуличній бійці, поряд горять машини і тріскає всюди скло. У кінці кліпу видно, як руки співачки і її хлопця вислизають одне від одного в уповільненому зніманні, і торкаються тільки кінчиками пальців. Кліп закінчується сценою, де Ріанна знову лежить на поверхні води.

## Формати і трек-лист
| Цифрова дистрибуція | Цифрова дистрибуція | Цифрова дистрибуція | Цифрова дистрибуція |
| #                   | Назва               | Версія              | Тривалість          |
| ------------------- | ------------------- | ------------------- | ------------------- |
| 1.                  | «Diamonds»          | Альбомна версія     | 3:45                |
| 3:45                |                     |                     |                     |

| Німецький сингл | Німецький сингл | Німецький сингл             | Німецький сингл |
| #               | Назва           | Версія                      | Тривалість      |
| --------------- | --------------- | --------------------------- | --------------- |
| 1.              | «Diamonds»      | Альбомна версія             | 3:45            |
| 2.              | «Diamonds»      | The Bimbo Jones Vocal Remix | 6:16            |
| 10:01           |                 |                             |                 |

| Цифровий ремікс | Цифровий ремікс | Цифровий ремікс             | Цифровий ремікс |
| #               | Назва           | Версія                      | Тривалість      |
| --------------- | --------------- | --------------------------- | --------------- |
| 1.              | «Diamonds»      | Ремікс з участю Каньє Веста | 4:48            |
| 4:48            |                 |                             |                 |

| Цифрові ремікси | Цифрові ремікси | Цифрові ремікси             | Цифрові ремікси |
| #               | Назва           | Версія                      | Тривалість      |
| --------------- | --------------- | --------------------------- | --------------- |
| 1.              | «Diamonds»      | Dave Aude 100 Edit          | 3:38            |
| 2.              | «Diamonds»      | Gregor Salto Radio Edit     | 3:45            |
| 3.              | «Diamonds»      | The Bimbo Jones Vocal Remix | 6:17            |
| 4.              | «Diamonds»      | The Bimbo Jones Downtempo   | 3:14            |
| 5.              | «Diamonds»      | The Bimbo Jones Vocal Edit  | 3:14            |
| 6.              | «Diamonds»      | Congorock Remix Extended    | 5:54            |
| 7.              | «Diamonds»      | Congorock Remix             | 5:08            |
| 8.              | «Diamonds»      | Jacob Plant Dubstep Remix   | 3:58            |
| 33:48           |                 |                             |                 |

## Чарти
Пісня стала дуже успішною, пробувши 3 тижні на вершині Billboard Hot 100. В Англії «Diamonds» також деякий час була на 1 місці. Також пісня була визнана 124-ю піснею всього часу в Англії.